# Нательная компьютерная сеть
Нательная компьютерная сеть (англ. body area network, беспроводная нательная компьютерная сеть WBAN) — беспроводная сеть надеваемых компьютерных устройств. BAN устройства могут быть встроены в тело, имплантированы, прикреплены к поверхности тела в фиксированном положении или совмещены с устройствами, которые люди носят в различных местах (в карманах, на руке или в сумках). Несмотря на уменьшение размера устройств, так как сети, состоящие из нескольких миниатюрных сенсорных блоков (BSU), объединяются с единым центральным блоком тела (BCU), устройства размером более дециметра (планшеты, КПК), по-прежнему играют большую роль, выступая концентраторами информации, предоставляя пользовательский интерфейс для обзора и управления BAN приложениями «на месте». Разработка технологии WBAN началась около 1995 года на основе идеи использования беспроводных персональных сетей для реализации связи «на», «рядом», и «вокруг» человеческого тела. Около 6 лет спустя термин BAN стал обозначать системы, где связь полностью «в пределах», «на» или «в непосредственной близости» от человеческого тела. Система WBAN может использовать беспроводные технологии в качестве шлюзов для достижения больших расстояний. Через шлюзы можно соединять надеваемые на человеческое тело устройства через Интернет. Таким образом, мед. работники могут получить доступ к данным о пациенте онлайн, используя Интернет вне зависимости от местоположения пациента.

## Общее представление
Большой прогресс в физиологических аппаратах, маломощных интегрированных схемах и беспроводных коммуникациях сделал возможным новое поколение беспроводных сенсорных сетей, ныне используемых для таких целей, как мониторинг пробок, урожая, инфраструктур и здоровья. Нательная компьютерная сеть позволяет провести недорогой и продолжительный мониторинг тела в реальном времени через Интернет. Несколько интеллектуальных физиологических аппаратов могут быть интегрированы в надеваемые устройства, которые могут использоваться для компьютерной реабилитации или заблаговременного обследования состояния здоровья. Эта область основывается на возможности имплантации очень маленьких датчиков внутрь человеческого тела, которые очень удобны и не нарушают нормальную деятельность человека. Имплантированные в тело аппараты будут отслеживать различные физиологические изменения, чтобы контролировать состояние здоровья пациента независимо от его местоположения. Эта информация будет передана по беспроводному каналу. Устройство будет мгновенно передавать всю информацию в режиме реального времени врачам во всем мире. Если обнаружена экстренная ситуация, врачи сразу же проинформируют пациента через компьютерную систему посредством отправки соответствующих сообщений или аварийных сигналов. Хотя технология все ещё находится в своей начальной стадии, она широко исследуются, и после её принятия ожидается прорыв в области здравоохранения.

## Применения
Первоначальные применения нательной компьютерной сети тела прежде всего ожидаются в области здравоохранения, особенно для непрерывного мониторинга и записи важных данных о пациентах, страдающих от хронических заболеваний, таких как диабет, астма и сердечные приступы.
- Нательная компьютерная сеть может предупредить по сети больницу даже прежде, чем у пациента случится сердечный приступ, путём слежения за важными изменениями человека.
- Также, технология позволяет автоматически вводить инсулин больным диабетом, как только уровень инсулина снижается.

Технология также применима в спорте, военном деле или охране безопасности. Продвижение технологии в новых областях поможет беспроводным обменом информацией и между людьми и машинами.

## Компоненты
Типичная BAN\BSN система включает в себя аппараты контроля жизненно важных функций, детекторы движения (через акселерометры) с целью определения местоположения контролируемого лица и некоторые формы общения для передачи показаний врачам-терапевтам. Подобный комплект будет состоять из аппаратов, процессора, приемопередатчика и батареи. Физиологические аппараты, такие как ЭКГ и Sp02 уже разработаны. Другие аппараты, такие как аппарат артериального давления, аппарат ЭЭГ и КПК для интерфейса BSN находятся в стадии разработки.

### Беспроводные сети в США
Федеральное агентство по связи (США) одобрило распределение 40 МГц спектра для медицинской BAN системы малой мощности, радиоканалы широкого охвата вещают в диапазоне 2360—2400 МГц, что позволяет принимать MBAN сообщения в обычных Wi-Fi зонах.
Диапазон частот 2360—2390 МГц доступен на вторичной основе. Федеральное агентство будет расширять существующие радиосвязи для медицинских устройств. MBAN устройства, использующие связь, будут работать согласно лицензии управления. Использование частот 2360—2390 МГц эксплуатируются только в помещении на исследуемых лицах, подлежит регистрации и утверждению на сайте координаторами, чтобы исключить использование в личных целях. Эксплуатация в диапазоне от 2390—2400 МГц не подлежит регистрации и согласованию и может быть использовано в любых помещениях, включая жилые.

## Трудности
Проблемы с использованием технологий могут заключатся в:
- Взаимодействие: WBAN системы должны обеспечивать беспрепятственную передачу данных через стандарты такие, как Bluetooth, ZigBee и т. д., чтобы способствовать обмену информацией между взаимодействующими устройствами. Кроме того, эти системы должны быть масштабируемыми, обеспечивать эффективный переход между сетями и предлагать непрерывное соединение.
- Системные устройства: Датчики, используемые в WBAN должны быть низкой сложности, небольшие по размеру, легкие в весе, мощные, легкие в использовании и перенастраиваемые. Кроме того, устройства хранения данных должны облегчить дистанционное хранение устройств и просмотр за пациентами, а также доступ к внешним средствам обработки и анализа через Интернет.
- Системная и аппаратная безопасность: Требуются значительные усилия, чтобы сделать BAN безопасной и точной. Мы должны быть уверены, что данные о пациентах не могут перепутаться.
- Вторжение в личную жизнь: Люди могут рассматривать технологию BAN как потенциальную угрозу для их свободы, если исследования выйдут за рамки безопасности здоровья. Общественное признание стало бы ключом к этой технологии, находящим более широкое применение.
- Проверка датчика: Распространенным устройствам зондирования свойственны аппаратные и сетевые ограничения. Это может привести к ошибочным данным, передаваемым обратно к конечному пользователю. Имеет первостепенное значение, особенно в области здравоохранения, проверка показаний датчиков. Благодаря этому можно сократить число ложных созданий сигналов тревоги и определить возможные слабые места в рамках аппаратного и программного обеспечения.
- Согласованность данных: Данные, находящиеся на нескольких мобильных устройствах и беспроводных аппаратах пациентов, должны быть собраны и проанализированы. В BNA жизненно важные данные пациента могут проходить через множество узлов, сетей и компьютеров. Если мобильное устройство практикующего врача не содержит всю известную информацию, то качество медицинской помощи может снизиться.[13]

- Вмешательство: беспроводная связь, используемая для датчиков тела, должна минимизировать помехи и повысить сосуществование узлов сенсорных устройств с другими сетевыми устройствами, доступными в окружающей среде. Это особенно важно для реализации крупномасштабных систем WBAN.[14][15]
- Управление данными: BAN генерирует данные в больших объёмах, поэтому управление информацией имеет первостепенное значение.[16]

Помимо аппаратно-ориентированных задач, следующие вопросы, касающиеся человека, должны учитываться в развитии BAN:
- Стоимость: В наши дни потребители ожидают низких цен для мониторинга здоровья, которые должны сочетаться с высоким функционалом.
- Постоянный мониторинг: Пользователям могут потребоваться различные уровни мониторинга, например, тем, кто подвержен риску ишемической болезни, необходимо, чтобы BAN постоянно работал, в то время как другим группы риска может потребоваться только контроль BAN’а, когда они ходят или двигаются. Уровень мониторинга влияет на количество требуемой энергии и определённый заряд энергии.
- Размещение: WBAN должен быть удобным для надевания, легким, ненавязчивым. Он не должен изменять повседневную деятельность пользователя, обременять его. Технология должна в конечном счете быть удобной для пользователя, выполнять свои задачи мониторинга без его ведома.
- Производительность: Производительность WBAN должна быть стабильной. Измерения датчиков должны быть точными, даже если WBAN выключается и включается снова. Беспроводные каналы связи должны быть надежными и работать под различными средами пользователей.